# Milano-Mantova 1908
La Milano-Mantova 1908, terza edizione della corsa, si svolse il 28 settembre 1908 su un percorso di 220 km. La vittoria fu appannaggio dell'italiano Battista Danesi, che completò il percorso in 7h19'30", precedendo i connazionali Cesare Zanzottera e Giovanni Cuniolo.

## Ordine d'arrivo (Top 5)
| Pos. | Corridore         | Squadra       | Tempo    |
| ---- | ----------------- | ------------- | -------- |
| 1    | Battista Danesi   | -             | 7h19'30" |
| 2    | Cesare Zanzottera | -             | ?        |
| 3    | Giovanni Cuniolo  | Bianchi       | ?        |
| 4    | Luigi Ganna       | Alcyon-Dunlop | ?        |
| 5    | Ernesto Ferrari   | -             | ?        |